# 498
498 (CDXCVIII) fue un año comenzado en jueves del calendario juliano, en vigor en aquella fecha.
En el Imperio romano, el año fue nombrado el del consulado de Paulino y Escitio, o menos comúnmente, como el 1251 Ab urbe condita, adquiriendo su denominación como 498 a principios de la Edad Media, al establecerse el anno Domini.

## Acontecimientos
- El 25 de diciembre durante la Navidad de ese mismo año el rey franco Clodoveo fue bautizado en Reims.[1]
- Papado: Símaco sucede a Anastasio II.

## Fallecimientos
- Anastasio II (papa).